# Grabern
Grabern est une commune autrichienne du district de Hollabrunn en Basse-Autriche.

## Histoire

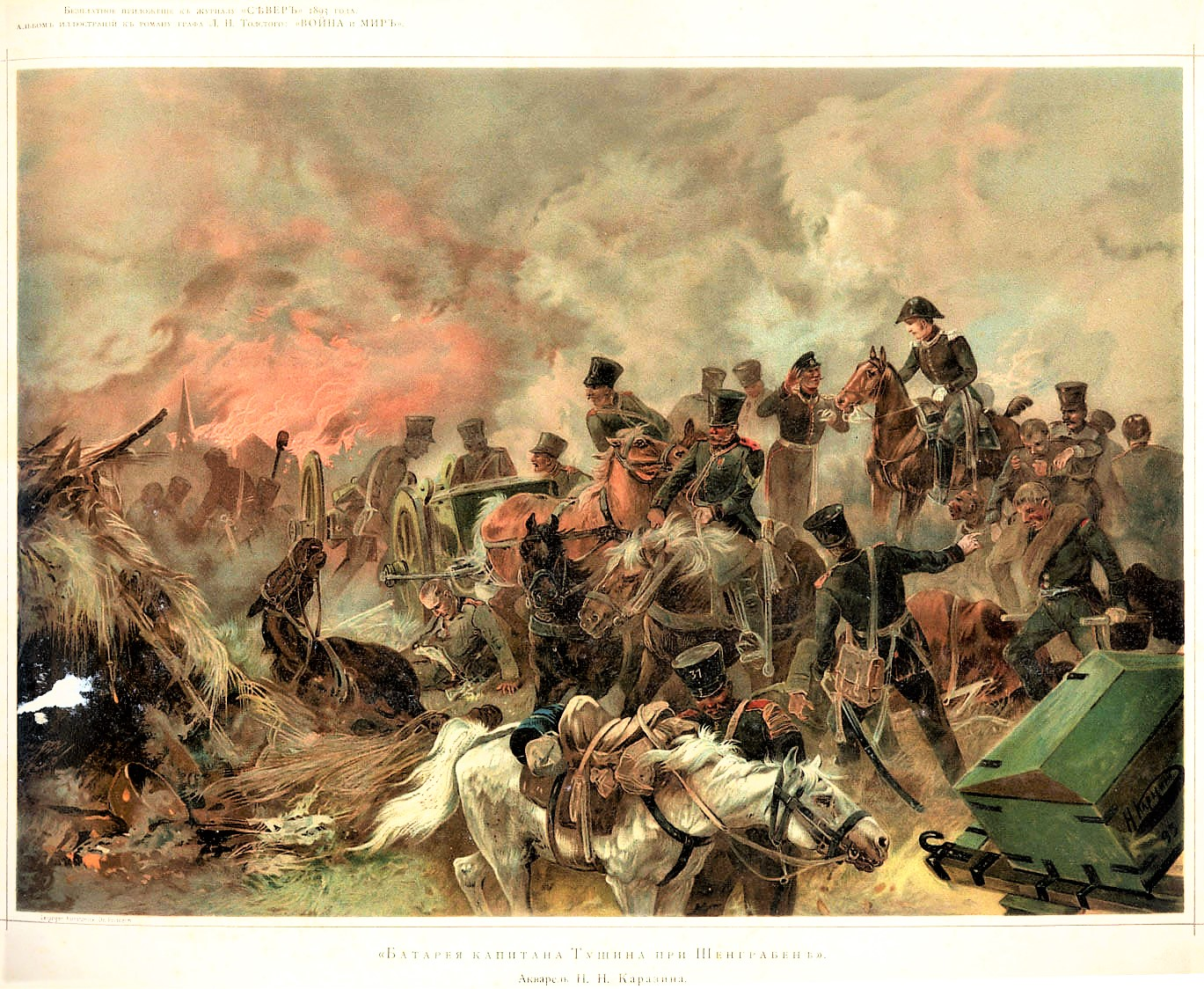
La batterie du capitaine Touchine à Schöngrabern, illustration du roman Guerre et Paix de Léon Tolstoï, 1893.

Le village est incendié pendant la bataille de Holabrunn-Schöngrabern, le 16 novembre 1805, qui oppose les Français de Joachim Murat à l'arrière-garde russe de Piotr Bagration.